# Jezioro Słupowskie
Jezioro Słupowskie – jezioro rynnowe położone w zachodniej części woj. kujawsko-pomorskiego, w pow. bydgoskim i gminie Sicienko, ok. 3 km na wschód od miejscowości Mrocza i 17 km na północny zachód od granic miasta Bydgoszczy. Znajduje się na terenie Obszaru Chronionego Krajobrazu Rynny Jezior Byszewskich. Jezioro leży na terenie Pojezierza Południowokrajeńskiego.

## Charakterystyka
Jezioro zamyka ciąg jezior rynny byszewskiej, ciągnącej się na kierunku północny wschód – południowy zachód na długości 27 km. Dno rynny polodowcowej leży na wysokości 70 m n.p.m., zaś kulminacje otaczającej akwen wysoczyzny morenowej Pojezierza Krajeńskiego osiągają 120 m n.p.m.
Jezioro Słupowskie jest zasilane przez rzekę Krówkę, która prowadzi wody o średnim natężeniu 0,09 m³/s oraz przez mniejszy dopływ płynący z północnej części wysoczyzny, który prowadzi wody o średnim natężeniu przepływu 0,04 m³/s. Jedyny odpływ wód z jeziora stanowi rzeka Krówka prowadząca wody o natężeniu 0,1 m³/sek.
Jezioro znajduje się w wąskiej i głębokiej rynnie polodowcowej. W związku z tym długość akwenu wynosi 4,5 km, zaś jego szerokość maksymalna 450 m. We wschodniej części jeziora znajduje się wyspa o powierzchni 1,3 ha. Długość linii brzegowej wynosi 10,7 km..
Roślinność wodna wynurzona na jeziorze zajmuje ok. 8% powierzchni zwierciadła wody. Roślinność przybrzeżna porasta natomiast ¼ długości linii brzegowej, co w połączeniu z przeważnie rolniczym użytkowaniem obszaru otaczającego akwen, decyduje o łatwym spływie powierzchniowym wód.

## Dane morfometryczne
Powierzchnia zwierciadła wody według różnych źródeł wynosi od 119,9 ha do 122,5 ha.
Zwierciadło wody położone jest na wysokości 96,2 m n.p.m. lub 96,7 m n.p.m. Średnia głębokość jeziora wynosi 8,0 m, natomiast głębokość maksymalna 34,4 m.

## Zlewnia
Zlewnia całkowita jeziora wynosi 137,3 km² i zajmuje przede wszystkim obszary wysoczyzny morenowej położonej na północ od akwenu. Na obszarze tym 2/3 powierzchni zajmują grunty orne, a jedynie 15% lasy.
W zlewni bezpośredniej jeziora występuje liczna zabudowa rekreacyjna w postaci dwóch kompleksów o łącznej liczbie 650 ogrodów działkowych.

## Jakość wód
Do niekorzystnych cech zlewniowych jeziora należą: długa linia brzegowa, ułatwiająca dopływ materii ze zlewni oraz sposób użytkowania terenu z dominującą gospodarką rolną. Natomiast cechami korzystnymi są: duża objętość wód oraz nieduże wewnętrzne wzbogacanie jeziora w biogeny.
W oparciu o badania przeprowadzone w 2006 roku wody jeziora zaliczono do III klasy czystości i II kategorii podatności na degradację. Decyduje o tym dopływ materii nieorganicznej z terenów wysoczyznowych. Bujny rozkwit fitoplanktonu ogranicza przeźroczystość wody w akwenie.
W roku 1998 wody jeziora również zaliczono do III klasy czystości. W roku 1979 wody jeziora zaliczono do II klasy czystości.